# Ahmed Shobair
Ahmed Abdelaziz Shobair (ar. أحمد شوبير, ur. 28 września 1960 w Tancie) – piłkarz egipski grający na pozycji bramkarza.

## Kariera klubowa
Przez całą karierę piłkarską Shobair związany był z klubem Al-Ahly Kair. W 1980 roku zadebiutował w jego barwach w pierwszej lidze egipskiej i z czasem stał się jego pierwszym bramkarzem. W 1984 roku zdobył swój pierwszy Puchar Egiptu, a w 1985 roku wywalczył swoje pierwsze mistrzostwo Egiptu. W 1987 roku zwyciężył z Al-Ahly w Afrykańskiej Lidze Mistrzów (0:0 i 2:0 w finale z Al-Hilal Omdurman z Sudanu). W swojej karierze jeszcze sześciokrotnie zostawał mistrzem kraju w latach 1986, 1987, 1989 i 1994–1996 oraz czterokrotnie puchar kraju w latach 1991–1993 i 1996. W 1995 roku wygrał Arabski Puchar Zdobywców Pucharów, a w 1996 - Arabską Ligę Mistrzów. Natomiast w latach 1984–1986 i 1993 sięgnął z Al-Ahly po Afrykański Puchar Zdobywców Pucharów. Karierę piłkarską zakończył w 1996 roku w wieku 35 lat.

## Kariera reprezentacyjna
W reprezentacji Egiptu Shobair zadebiutował w 1984 roku. W 1986 roku wygrał z Egiptem Puchar Narodów Afryki. W 1990 roku został powołany przez selekcjonera Mahmouda El-Gohary'ego do kadry na Mistrzostwa Świata we Włoszech. Tam był podstawowym bramkarzem Egiptu i rozegrał 3 spotkania grupowe: z Holandią (1:1), z Irlandią (0:0) i z Anglią (0:1). W swojej karierze grał także w Pucharze Narodów Afryki 1992 i Pucharze Narodów Afryki 1994. Od 1984 do 1996 roku rozegrał w kadrze narodowej 101 spotkań.

## Kariera polityczna
Po zakończeniu kariery sportowej Shobair poświęcił się karierze politycznej. W 2005 roku został wybrany do parlamentu egipskiego z ramienia Narodowej Partii Demokratycznej. Reprezentuje rodzinne miasto Tanta i mandat posła posiada do 2010 roku.
Shobair pełni funkcję wiceprezesa Egipskiego Związku Piłki Nożnej.